# Fiorucci (Lebensmittel)
Die Cesare Fiorucci S.p.A. ist ein international tätiger italienischer Nahrungsmittelhersteller. Das in Pomezia in der Metropolitanstadt Rom ansässige Unternehmen produziert und vertreibt Spezialitäten der italienischen Küche in den Bereichen Fleisch- und Wurstwaren, Käse sowie Aceto Balsamico di Modena.
Das Sortiment umfasst im Bereich der Fleischspezialitäten und Salumi (Wurstwaren) unter anderem Parmaschinken, San-Daniele-Schinken, Mortadella, Salami, Coppa, Pancetta, Bresaola della Valtellina, Südtiroler Speck, die in Italien so genannten Wurstel (Wiener Würstchen) sowie Bratenspezialitäten. Im Bereich Käse werden insbesondere geschützte Produkte wie Parmigiano Reggiano, Grana Padano, Pecorino Romano, Asiago und Gorgonzola hergestellt. Die dritte Produktsparte umfasst verschiedene Varianten von Aceto Balsamico di Modena.
Das Unternehmen beschäftigt mehr als 1100 Mitarbeiter und erwirtschaftete 2006 einen Umsatz von 358 Millionen Euro.

## Geschichte
Das Unternehmen wurde 1850 durch Innocenzo Fiorucci gegründet. Der aus Norcia in der Region Umbrien stammende Fiorucci nahm die Fleischwarentradition seiner Heimatregion mit nach Rom und führte dort einen kleinen Betrieb. Die Aktivitäten nahmen mit der Zeit stetig zu, so dass neben dem eigentlichen Produktionsbetrieb auch kleinere Läden eröffnet wurden. Die männlichen Nachkommen der Familie Fiorucci führten, wie etliche ihrer Landsleute, ein Leben, das von saisonalen Effekten geprägt war. Die Sommermonate verbrachten sie in ihrer Heimat in Umbrien, während sie sich auf den Winter hin nach Rom begaben.
Nach dem Zweiten Weltkrieg nahm das Unternehmen unter der Leitung von Cesare Fiorucci seine Tätigkeit wieder auf. In den 1970er Jahren wurden die Aktivitäten auch auf Norditalien ausgedehnt. Die internationale Expansion folgte in den 1980er Jahren mit der Gründung der ersten Vertriebsgesellschaften in England, Frankreich und Deutschland sowie mit der Eröffnung einer Produktionsstätte in den Vereinigten Staaten.
Seit 2011 gehört Fiorucci zum spanischen Fleischkonzern Campofrío Food Group, an dem wiederum das US-amerikanische Unternehmen Smithfield Foods große Anteile hält.